# Théodore Léger
Théodore Léger (Gent, 12 september 1826 - 13 juni 1912) was een Belgisch senator.

## Levensloop
Léger promoveerde tot doctor in de rechten (1848) aan de Rijksuniversiteit Gent. Hij vestigde zich als advocaat in Gent.
Behorende tot de arbeidersvertegenwoordigers binnen de katholieke partij, werd hij voorzitter van het Verbond van Katholieke Verenigingen en Kringen in Gent.
In november 1894 werd hij verkozen tot katholiek provinciaal senator voor de provincie Oost-Vlaanderen. Hij oefende dit mandaat uit tot aan zijn dood.
Hij was verder ook nog:
- secretaris en vervolgens voorzitter van de Cercle Catholique de Gand / Katholieke Kring van Gent;
- ondervoorzitter van de Unie voor het Herstel der Grieven / Union Nationale pour le Redressement des Griefs.

## Publicaties
- Côtes irrécouvrables. Ceux qui sont passés sur l'état des côtes irrécouvrables en 1862 peuvent-ils être electeurs en 1864? Ceux qui d'habitude n'acquittent pas leurs impositions, ont-ils la possession du cens électoral?, Gent, 1864.
- La réforme électorale, Brussel, 1898.
- Vingt-cinq ans de gouvernement catholique, 1884-1909, in: Almanach de la Générale gantoise des étudiants catholiques, 1909.